# هاینریش هاینه
کریستیان یوهان هاینریش هاینه (به آلمانی: Christian Johann Heinrich Heine) یا «هاری هاینه» (زادهٔ ۱۳ دسامبر ۱۷۹۷ در دوسلدورف – درگذشتهٔ ۱۷ فوریهٔ ۱۸۵۶ در پاریس) شاعر و خبرنگار آلمانی در سدهٔ ۱۹ میلادی بود.
هاینه بیشتر به‌خاطر اشعار غنایی‌اش مشهور شده‌است. او درضمن هم‌زمان، شاعر رمانتیسیسم نیز بود. آثار او یکی از پر ترجمه‌ترین نوشتارها در ادبیات آلمانی به‌شمار می‌روند.

## زندگی
هاینه در یک خانواده آلمانی‌شدهٔ یهودی فقیر در دوسلدورف زاده شد و با همراهی و مساعدت عموی ثروتمندش از ۱۸۱۱ تا ۱۸۲۹ زندگی حرفه‌ای خود را با تحصیل در رشته حقوق در دانشگاه‌های گوتینگن، بن و برلین آغاز کرد. بعدها ولی به ادبیات بیشتر علاقه‌مندی پیدا کرد و با  وجود این، تحصیلاتش در رشته حقوق را سال ۱۸۲۵ به پایان رسانید. در همین زمان نیز او از یهودیت به مسیحیت پروتستانی گروید و در مراسم مذهبی نام خود را از «هاری» به «هاینریش» برگرداند.
در سال‌های بعد به‌علت اینکه کار آزاد نویسندگی را برای خود برگزیده بود، زندگانی ناثابتی داشت و مدتی دراز در لندن و مونیخ و ایتالیا به‌سر برد. هاینه سال ۱۸۳۱، آلمان را به قصد پاریس ترک کرد و تا پایان عمرش، زندگی خود را در پایتخت فرانسه گذرانید. آن زمان، در اروپا دوران حکومت مترنیخ بود و هاینه که اینک یک دموکرات انقلابی شده بود در ماه مه ۱۸۳۱ به پاریس رفت و به‌عنوان شاعر و روزنامه‌نویس به همکاری با مطبوعات فرانسه و آلمان پرداخت و از این طریق نیز امرار معاش کرد.
در فرانسه او با نظریه‌پردازان سوسیالیسم آرمانشهری (Utopian socialism) از جمله کونت سان-سیمون همکار شد. انتقاد سیاسی او همچنین با نام «آلمان، یک افسانه زمستانی» از طرف کارل مارکس در روزنامه فوروِرتس (Vorwärts) به چاپ رسید.
در سال ۱۸۳۵ مجلس آلمان نشر آثار هاینه را ممنوع ساخت و در نتیجه اشکالات دائمی مالی هاینریش هاینه ناگزیر شد که در سال ۱۸۳۶ کمک‌های مالی بودجه مخفی دولت فرانسه را برای مهاجرین سیاسی، به مبلغ چهارهزاروهشتصد فرانک در سال بپذیرد. در سال ۱۸۴۸ پس از تغییر دولت این کمک نیز قطع شد. هاینه، دو بار در پائیز ۱۸۴۳ و تابستان ۱۸۴۴ برای بازدید کوتاهی به آلمان بازگشت. از سال ۱۸۴۸ دراثر بیماری ستون فقرات در خانه فقیرانه‌اش در پاریس، که خود آن را «گورستان تشک‌ها» نام نهاد، پایبند و خانه‌نشین شد و از جانب همسرش اوژنی میرا که در اشعار هاینه «ماتیلده» خوانده می‌شود و بعدها معشوقه‌اش موشه (الیزه کرایتز) وفادارانه پرستاری شد.
او در پاریس می‌کوشید میان فرانسوی‌ها و آلمانی‌ها ارتباط فکری برقرار کند. مقالات او زیر عنوان «دربارهٔ تاریخ ادبیات جدید در آلمان» (۱۸۳۴)، اوضاع فرانسه و مجموعه‌ای از مقالاتی که از پاریس برای روزنامه آلگماینه زایتونگ در آگسبورگ می‌نوشت و کتاب «سالن» (۱۸۳۵ تا ۱۸۴۰) که در آن راجع به تاریخ مذهب و فلسفه در آلمان از یک‌طرف و زندگی فرانسوی‌ها از طرف دیگر بحث کرده‌است، نمودار این تلاش اوست.
در سال‌های ۱۸۴۰ هاینریش هاینه به اندیشه‌های سوسیالیستی گروید و در ایام دوستی با کارل مارکس که هاینه از او ۲۰ سال پیر بود منظومه‌ای به نام «بافندگان سیلزی» نوشت که در آن موضوع شورش بافندگان در سال ۱۸۴۴ مطرح است. هاینریش هاینه در ۱۷ فوریه ۱۸۵۶ در پاریس درگذشت و در گورستان مونت مارتر به خاک سپرده شد.

## آثار ادبی

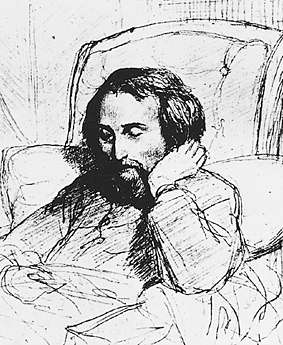
کریستیان یوهان هاینریش هاینه

هاینریش هاینه در سال ۱۸۲۲ با انتشار «اشعار» در جهان ادب جلوه‌گر شد و پس از آن در سال‌های ۱۸۲۶ و ۱۸۲۷ دو کتاب به نام «سفرنامه‌ها یا تصاویری از یک سفر» از او انتشار یافت که در سال‌های ۱۸۳۰ و ۱۸۳۱ دو جلد دیگر نیز بر آن‌ها افزوده شد.
هاینه با دید و طنز مخصوص خودش دربارهٔ تمام مسائل مورد توجه عصر خود اظهارنظر کرده‌است و تصویرهای قابل توجهی از طبیعت که در احساس یک شاعر جلوه دارد نشان داده‌است. هاینه این ترانه‌ها را به اضافه آنچه قبلاً نشر داده بود و آثاری که بعد بر آن‌ها افزود در سال ۱۸۲۷ یکجا در کتاب «ترانه‌ها» انتشار داد و این سرشناس‌ترین اثری است که شهرت شاعری او را بنیان گذاشته‌است.
هنگام به قدرت رسیدن نازیسم و سوزاندن کتاب‌ها در برلین سال ۱۹۳۳، در میان نوشتارهای سوخته شده، «المنصور» نوشته هاینریش هاینه نیز وجود داشت، که در آن نوشته شده بود:
این ابتدای کار است. آنجا که کتاب‌ها را می‌سوزانند، انسان‌ها را نیز خواهند سوزاند. المنصور، ۱۸۲۱، مصرع ۲۴۳
هاینریش هاینه منظومه‌ای نیز با عنوان «فردوسی شاعر» در بزرگداشت شاهنامه و سراینده او دارد. او در این منظومه با اشاراتی به رنجی که فردوسی در سرودن شاهنامه کشید، بیش از همه به ستمی که در حق او روا داشتند پرداخته و از ناسپاسی سلطان محمود غزنوی بسیار گفته‌است و از پشیمانی دیرهنگام او. هاینه در ابیات پایانی منظومهٔ «فردوسیِ شاعر»، صحنهٔ دردناکی را به‌تصویر کشیده‌است:
در حالی که صدای جرس کاروان هدایای سلطان محمود غزنوی و بانگ لااله‌الاالله شتررانان از بیرون دروازهٔ غربی شهر توس به‌گوش می‌رسد، کاروان تشییع جنازهٔ فردوسی از دروازهٔ شرقی شهر خارج می‌شود.

## فهرست برخی از آثار
برخی از آثار مشهور ادبی او عبارت هستند از:
- سوگ‌نامه‌ها همراه با قسمت‌های غنایی (قسمتی از آن المنصور) (Tragödien nebst einem lyrischen Intermezzo)، ۱۸۲۳
- تصویرهای سفر (Reisebilder)، ۱۸۲۶–۱۸۳۱
- کتاب سروده‌ها، ۱۸۲۷
- مدرسه رومانتیک (Die romantische Schule)، ۱۸۳۶
- رابیِ باخاراخ (Der Rabbi von Bacharach)، ۱۸۴۰
- آلمان. یک افسانه زمستانی، ۱۸۴۴

## نگارخانه

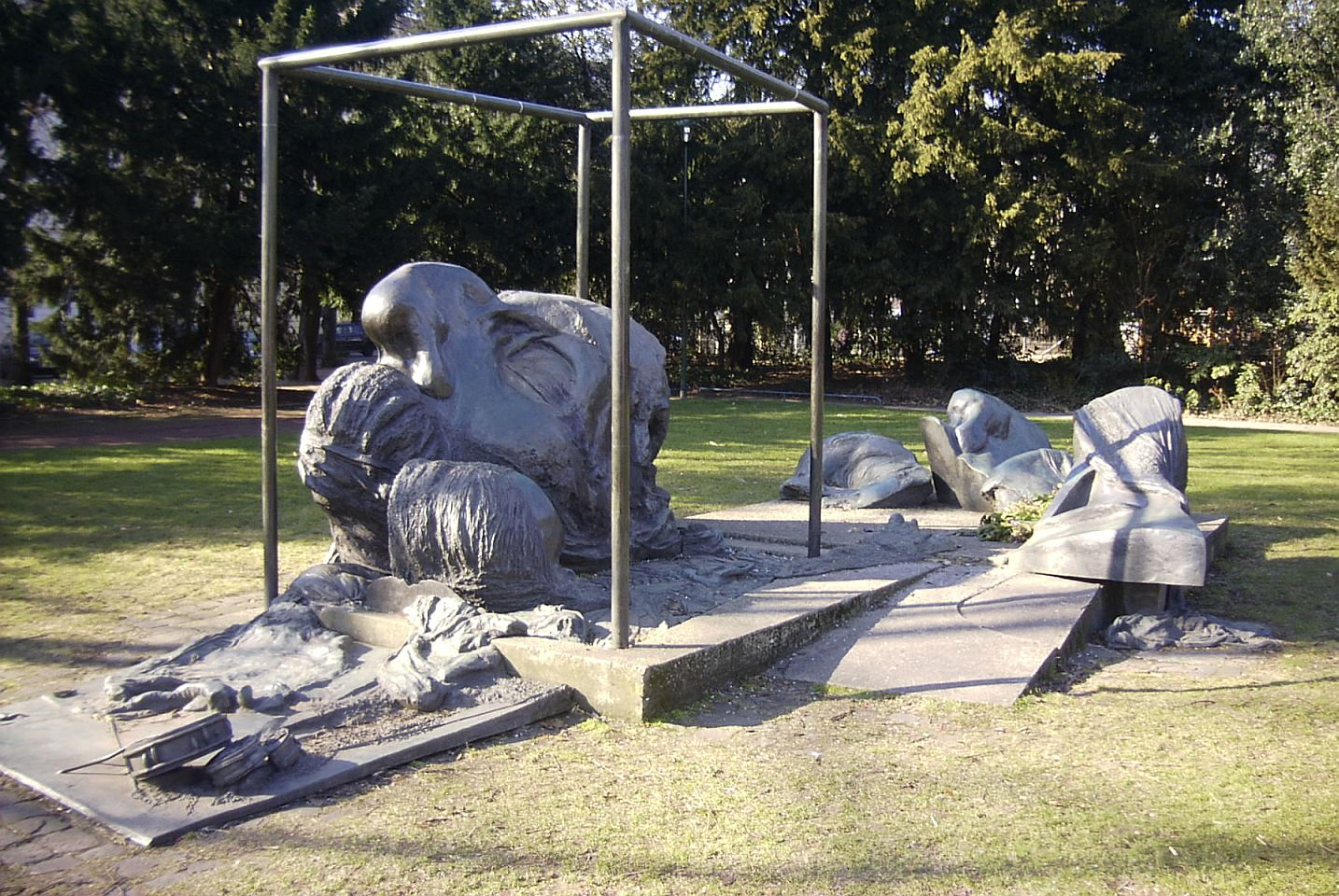
مجسمه هاینه در دوسلدورف
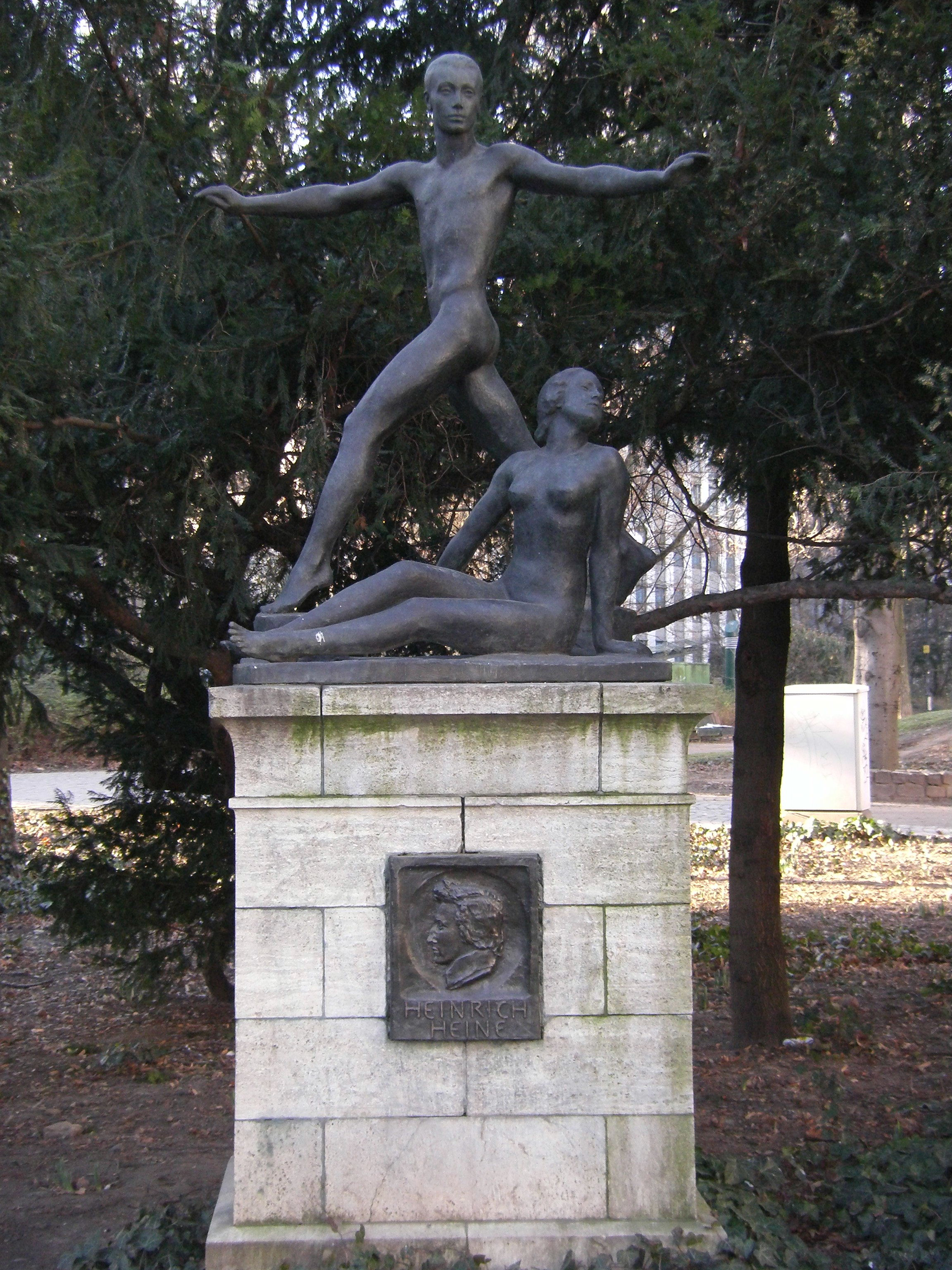
مجسمه هاینه در فرانکفورت آم ماین آلمان، تنها مجسمه از ماقبل ۱۹۴۵ در آلمان
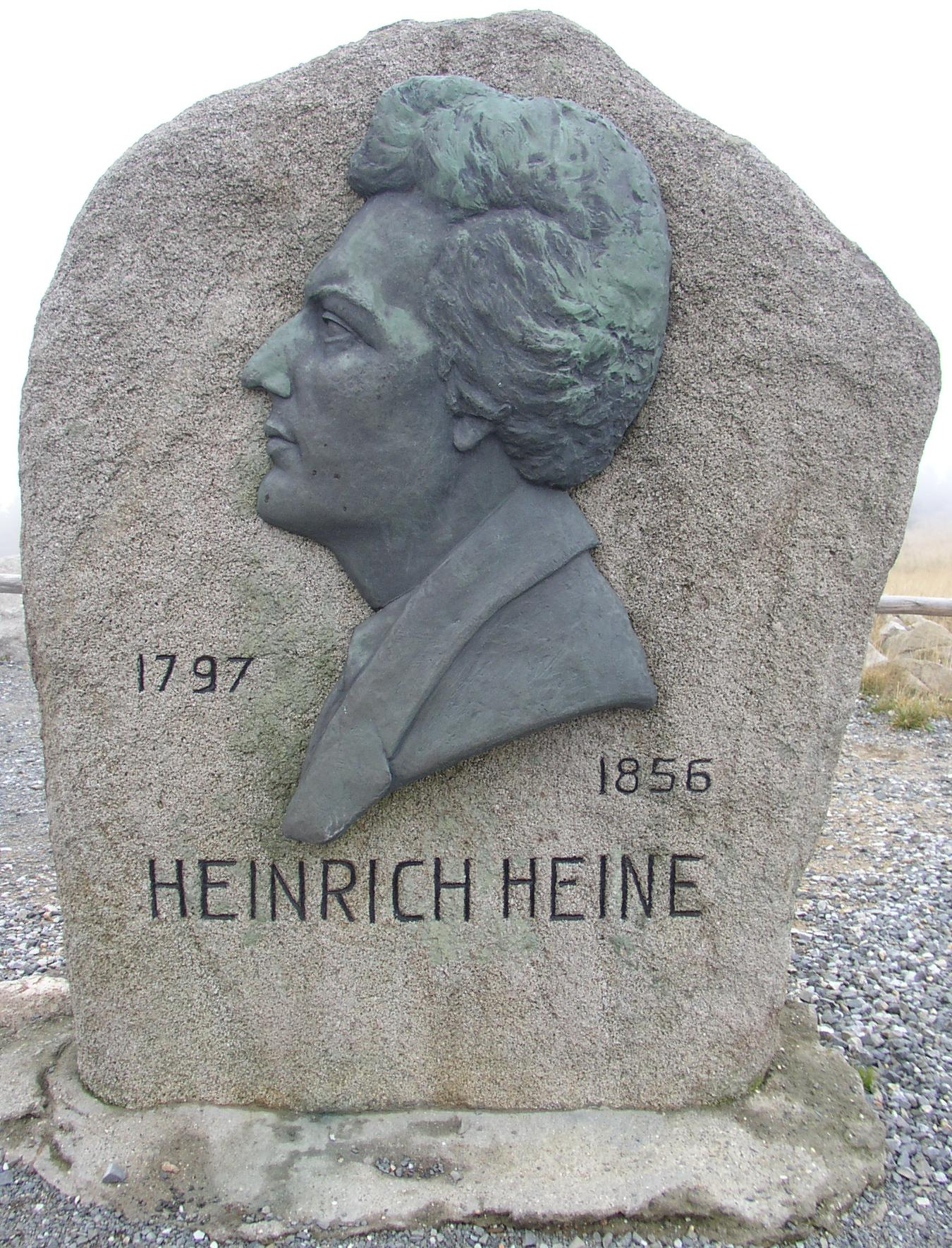
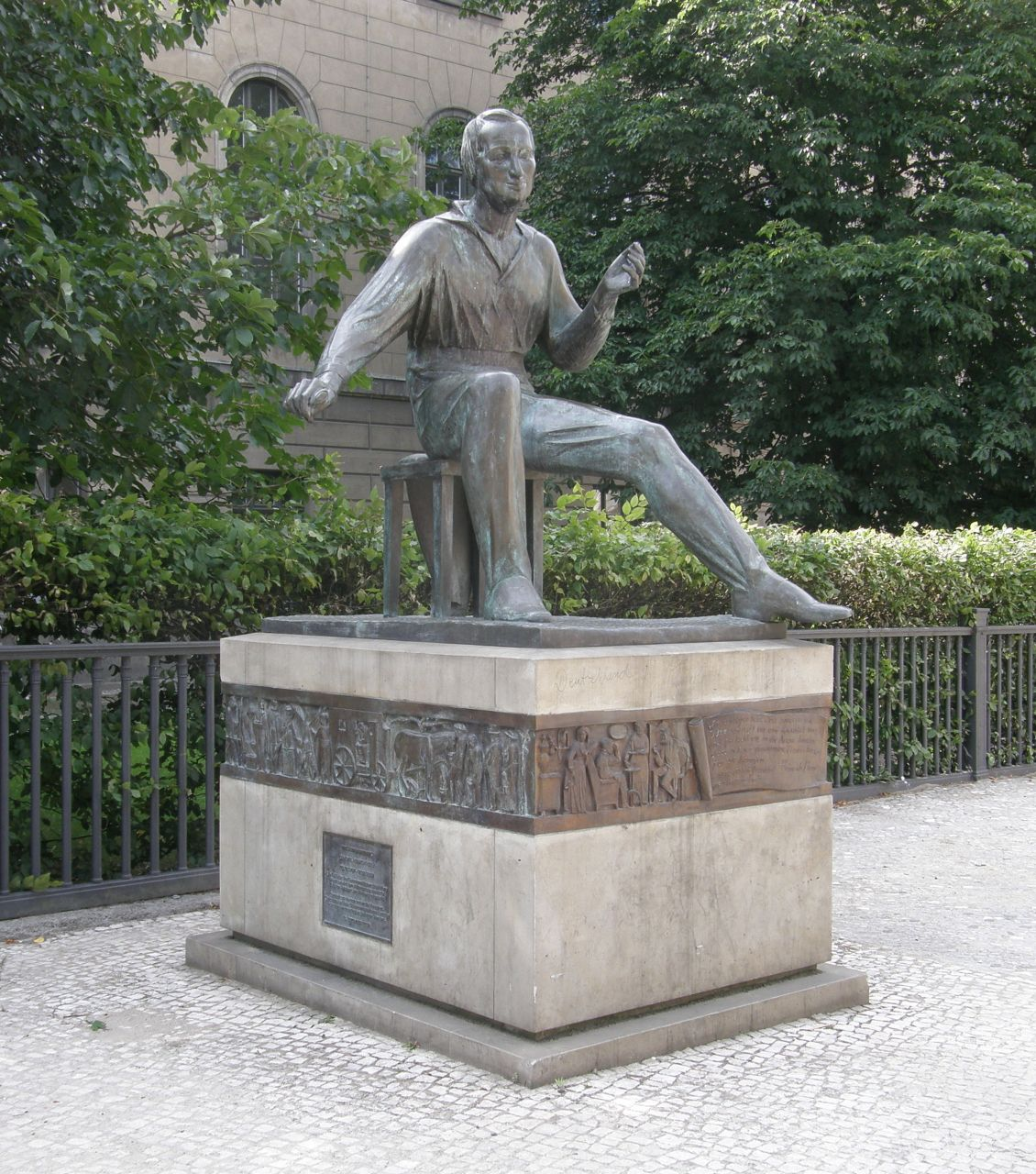
مجسمه هاینه در شهر برلن
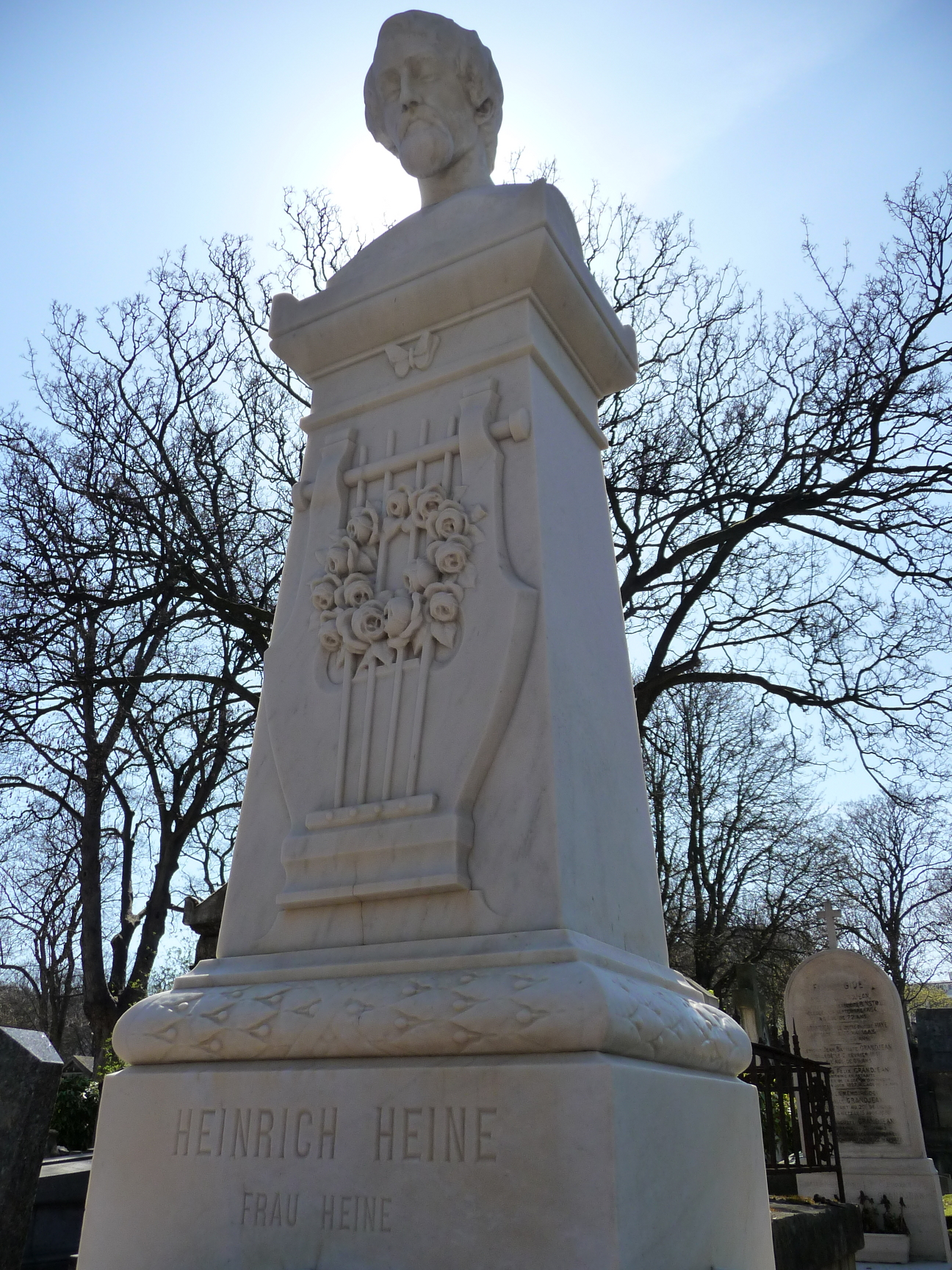
قبر هاینه در قبرستان مون‌مارتر پاریس.
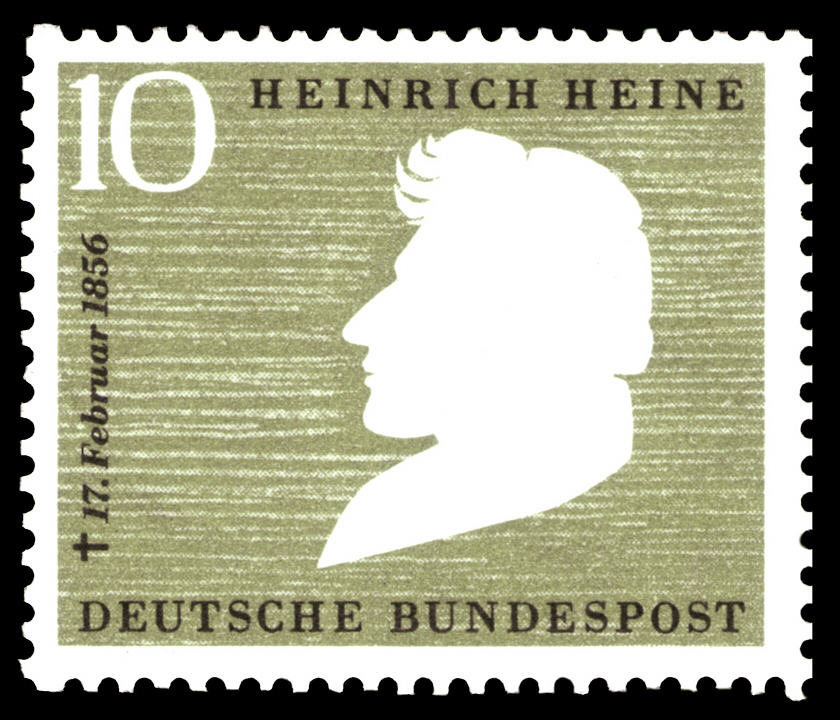
تمبر آلمانی از سال ۱۹۵۶ که به مناسبت ۱۰۰مین سالگرد مرگ هاینه چاپ شد
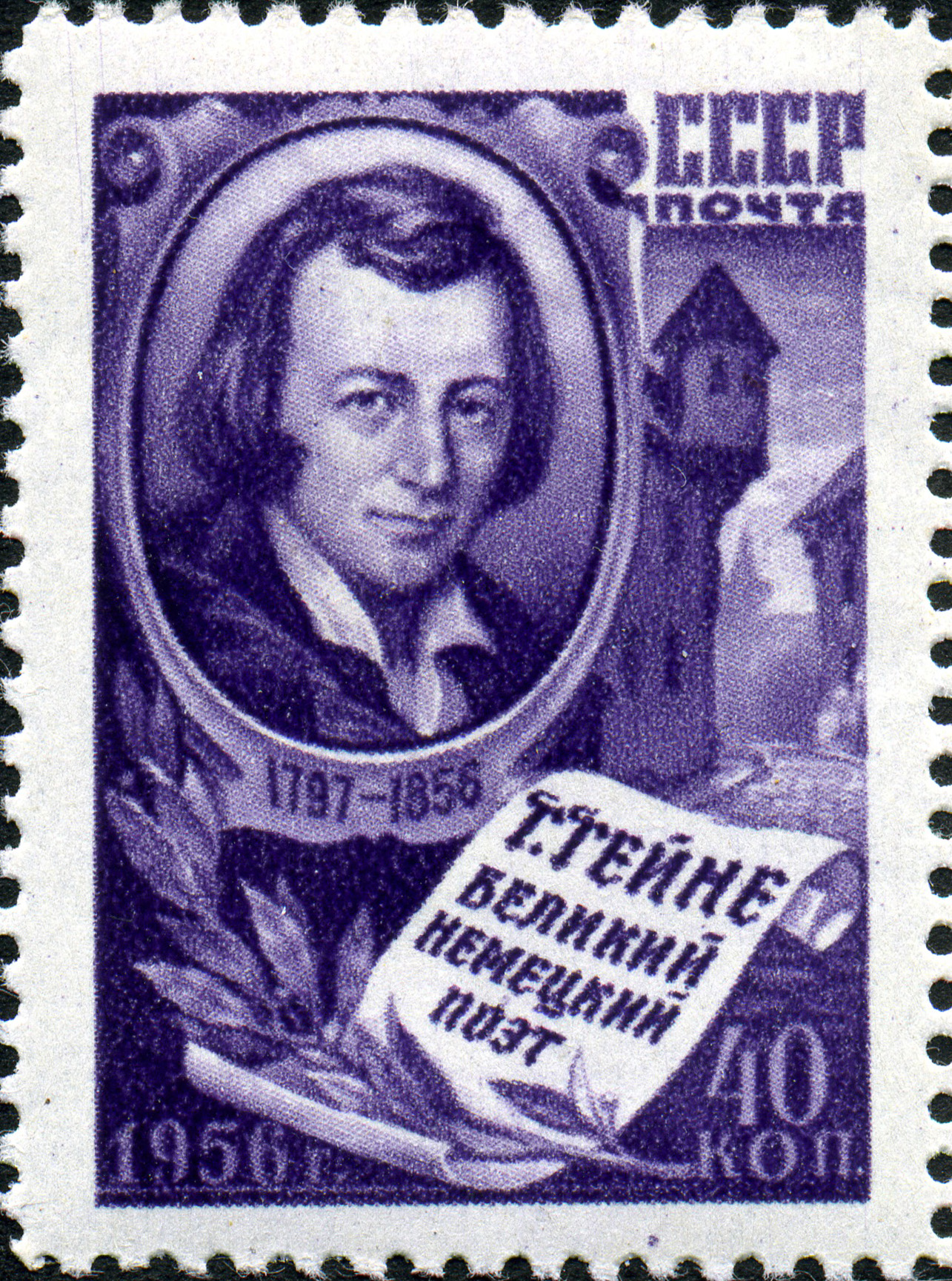
تمبر روسی به مناسبت ۱۰۰مین سالگرد وفات هاینه